# Туктубаєво
Туктубаєво (рос. Туктубаево) — село у Сосновському районі Челябінської області Російської Федерації.
Входить до складу муніципального утворення Алишевське сільське поселення. Населення становить 657 особи (2024).

## Історія
Від січня 1924 року належить до Сосновського району Челябінської області (спочатку Челябінського району).
Згідно із законом від 9 липня 2004 року органом місцевого самоврядування є Алишевське сільське поселення.

## Населення
| 2002 | 2010 |
| ---- | ---- |
| 650  | ↗763 |